# Dysdera subnubila
Dysdera subnubila är en spindelart som beskrevs av Simon 1907. Dysdera subnubila ingår i släktet Dysdera och familjen ringögonspindlar. Inga underarter finns listade i Catalogue of Life.